# Guiot de Provins
Guiot de Provins (* um 1150 in Provins; † nach 1208) war ein französischer Poet und Trobador. Nur fünf Lieddichtungen von Guiot sind überliefert; sie können in die Zeit um 1180 datiert werden.

## Leben
Er reiste viel und rezitierte seine Verse in den wichtigsten Städten Europas, vom Heiligen Römischen Reich bis nach Griechenland. Er kannte Konstantinopel und Jerusalem, er nahm wahrscheinlich auch am Dritten und auch am Vierten Kreuzzug teil. Guiot zog sich als Mönch in die Abtei von Cluny zurück. Während dieser Zeit verfasste er um 1204 zwei satirische Gedichte über die Moral, darunter die berühmte Bible Guiot (Das Wort «Bibel» bedeutete zu jener Zeit «Satire».). In diesem Gedicht, das 2700 Verse umfasst, kritisiert Guiot das Verhalten der Angehörigen jeden Standes, von den Prinzen bis zu den einfachen Leuten. Hierin findet sich auch eine der frühesten Beschreibungen des Kompasses: dieser wird unter dem Namen «marinette» erwähnt.

## Geistige Erben
Der amerikanische Historiker Henry Osborn Taylor (1856–1941) beschreibt die Positionen des Dichters folgendermaßen:
In diesem Aufschrei gegen die päpstliche Raubgier schwieg Frankreich nicht. Am extremsten ist die „Bibel“ von Guiot de Provins (...) Die Kardinäle sind vollgestopft mit Habgier, Simonie und Ausschweifung; ohne Glauben oder religiöse Gefühle verkaufen sie Gott und die Jungfrau Maria  und täuschen uns und verraten ihre Väter. Rom saugt und verschlingt uns; Rom tötet und zerstört alles. Die Stimme Guiots erhebt sich gegen die gesamte Kirche; weder die Mönche noch die Säkularen entkommen: Bischöfe, Priester, Kanonen, die schwarzen oder weiße Mönche. Templer oder Krankenpfleger, Nonnen und Äbtissinnen, alle schlecht.
Henry O. Taylor, The Mediaeval Mind.
Im  Roman Baudolino von Umberto Eco wird Guiot de Provins als Kyot von Wolfram nachempfunden und als Begleiter des Helden Baudolino präsentiert, der mit Robert de Boron über die Natur des Heiligen Grals diskutiert. Am Ende des Romans verkündet er, dass er den Rest seines Lebens damit verbringen wird, andere dazu zu bringen, den Gral (im Roman Gradale genannt) zu begehren, indem er Folgendes festlegt:
«Ich weiß nicht, ob ich fähig bin die Geschichte des Gradale zu schreiben, aber ich werde sicher jemanden finden, dem ich sie erzählen kann und der sie dann schreibt.»